# Нов живот (1921 – 1926)
„Нов живот“ е двуседмичен лист за обществен живот и литература, който излиза в Орхание в периодите 15 февруари – 18 март 1925 г. и 23 май – 18 юни 1926 г.
Редактор на вестника е Иван Налбантски. Отпечатва се в печатницата на Карл Попоушек.